# Jugarem a estimar-nos
«Jugarem a estimar-nos» va ser la cançó amb què va debutar Andorra al Festival de la Cançó d'Eurovisió, essent interpretada a la semifinal del Festival de la Cançó d'Eurovisió 2004 a Istanbul. La cançó és en català, essent la primera vegada que aquesta llengua va ser interpretada a l'escenari del festival.
La cançó, composta per Jofre Bardagí, va ser cantada per Marta Roure. Al tancament de la votació, la cançó va rebre només els 12 punts concedits pel televot d'Espanya, fet que la va situar en 18è lloc i va comportat que no es classifiqués per a la final. La cançó és cantada des del punt de vista d'una dona, que suggereix una aventura d'una nit amb un home. Li diu que ja sap que no s'estimen, ni s'estimaran després, però que no li importa.
L'any següent, la cançó que va representar Andorra al festival va ser «La mirada interior», interpretada per Marian van de Wal.